# Cirrhilabrus walshi
Cirrhilabrus walshi là một loài cá biển thuộc chi Cirrhilabrus trong họ Cá bàng chài. Loài này được mô tả lần đầu tiên vào năm 2001.

## Từ nguyên
Từ định danh walshi được đặt theo tên của Fenton Walsh, nhà ngư học người Úc, người đã thu thập mẫu định danh của loài cá này vào năm 1989.

## Phạm vi phân bố và môi trường sống
C. walshi hiện chỉ được tìm thấy tại Samoa thuộc Mỹ, nhưng phạm vi có thể mở rộng đến Fiji và Tonga. C. walshi sinh sống gần các rạn san hô trên nền đá vụn ở độ sâu khoảng từ 5 đến 46 m.

## Mô tả
Chiều dài lớn nhất được ghi nhận ở C. walshi là 6,3 cm. Cá đực có màu đỏ tươi, riêng vây lưng có màu vàng hoàn toàn với một hàng các đốm đen dọc theo chiều dài của vây. Vây bụng của cá đực dài, chạm được đến vây hậu môn. Vây đuôi bo tròn. Khi sợ hãi, cơ thể của chúng xuất hiện lốm đốm các vệt trắng.
Số gai ở vây lưng: 11; Số tia vây ở vây lưng: 9; Số gai ở vây hậu môn: 3; Số tia vây ở vây hậu môn: 9; Số tia vây ở vây ngực: 15; Số gai ở vây bụng: 1; Số tia vây ở vây bụng: 5; Số vảy đường bên: 23.

## Phân loại học
C. walshi nằm trong một nhóm phức hợp loài cùng với Cirrhilabrus condei và Cirrhilabrus marinda, đặc trưng bởi vây lưng nhô cao như cánh buồm (nhưng không có các tia sợi) và vây bụng có các tia vây dài.